# Bloomingdale (Illinois)
Bloomingdale è un comune degli Stati Uniti d'America, situato in Illinois, nella contea di DuPage, circa 25 miglia a ovest di Chicago.